# 胡善祥
胡 善祥（こ ぜんしょう）は、明の宣徳帝の最初の皇后。恭譲皇后（きょうじょうこうごう）と諡された。

## 経歴
済寧府の人。胡栄の三女。母は劉氏。洪武帝の時期、長姉の胡善圍が尚宮（女官）に任じられ、胡栄が正六品錦衣衛百戸となった。建文帝が即位すると、胡栄は免職された。
永楽15年（1417年）、胡善祥は永楽帝に召されて皇太孫朱瞻基（後の宣徳帝）の妃（正室）となった。朱瞻基は孫氏を寵愛して胡善祥をあまり寵愛しなかった。洪熙帝が即位すると皇太子妃に立てられ、宣徳帝が即位すると皇后に立てられた。胡栄は正二品錦衣衛指揮僉事に任じられた。
宣徳3年（1428年）、貴妃孫氏が男子の朱祁鎮（後の英宗）を産んだ。胡善祥は病の上に男子がないという理由で廃され、清寧宮に移された。そして、皇后の礼で遇されたが、道士にさせられた。法号は「静慈仙師」。代わって孫氏が皇后に立てられた。姑の張太后は胡氏を憐れんで、清寧宮の自身の居所へいつも招いた。
英宗の正統6年（1441年）4月、胡栄が死去した。翌正統7年（1442年）、張太后が崩じた。その葬儀で胡善祥は、妃嬪と共に配列された。さらに正統8年（1443年）、娘の順徳長公主も子供をもうけずに薨じた。胡善祥はその後まもなく亡くなった。
没後、嬪の礼で金山に葬られた。英宗の天順年間に恭譲誠順康穆静慈章皇后の諡が贈られ、皇后の礼で改葬された。

## 子女
- 順徳公主 - 石璟に降嫁した。
- 永清公主 - 早世

## 伝記資料
- 『明史』
- 『明宣宗実録』
- 『明英宗実録』